# 太平雲梯
太平雲梯為一座位於臺灣嘉義縣梅山鄉的悬索桥。曾為台灣最長的懸索橋。後被總長303公尺的新溪口吊橋超越。

## 歷史
太平雲梯於2017年8月20日由嘉義縣縣長張花冠揭幕啟用。並於2017年9月23日開放。

## 技術資訊
太平雲梯跨為281公尺，位於海拔1,000公尺處。